# Béatrice d'Este (1215-1245)
Pour les articles homonymes, voir Béatrice d'Este (homonymie).
Béatrice d'Este (1215 – avant le 8 mai 1245) fut reine de Hongrie et la troisième épouse du roi André II de Hongrie.

## Biographie
Béatrice était la fille unique du marquis Aldobrandino Ier d'Este, mais le nom et l'origine de sa mère sont inconnus. Son père étant décédé dans l'année de sa naissance, elle a été éduquée par son oncle, le marquis Azzo VII d'Este.
Début 1234, le vieux roi André II de Hongrie, qui était veuf pour la seconde fois depuis 1233, était en visite à la cour de la famille d'Este et tomba amoureux de la jeune Béatrice. Son oncle donna son consentement au mariage à la condition que le roi André et Béatrice renoncent tous deux à la dot et à l'héritage de son père.
Leur mariage fut célébré le 14 mai 1234 à Székesfehérvár, et le roi André promit dans le contrat de mariage qu'il verserait à Béatrice 5 000 livres lors du mariage et qu'elle recevrait également 1 000 livres par an. Cependant, la relation entre Béatrice et le fils de son mari devint rapidement houleuse.
À la suite de la mort de son mari, le 21 septembre 1235, son beau-fils, le roi Béla IV de Hongrie, monta sur le trône et voulut bannir Béatrice de Hongrie. En outre, lorsque Béatrice annonça qu'elle était enceinte, son beau-fils l'accusa d'adultère et ordonna son arrestation. Béatrice put s'échapper de Hongrie grâce à l'aide des ambassadeurs de Frédéric II, qui étaient venus assister aux funérailles du roi.
Elle se rendit dans le Saint-Empire romain germanique, où elle mit au monde son fils, Étienne, dont la légitimité n'a cependant jamais été confirmée par ses frères. Après la naissance de son enfant, Béatrice avait l'intention de vivre à la cour de son oncle, mais le marquis Azzo VII refusa sa demande.
Elle passa les années suivantes à errer en Italie, et elle n'abandonna jamais les prétentions de son fils à recevoir des revenus ducaux de Hongrie. Elle essaya de persuader la république de Venise d'aider son fils pendant la guerre avec la Hongrie, mais la Sérénissime promit au roi Béla IV de ne pas soutenir Béatrice et son fils dans la paix du 30 juin 1244.
Le pape Innocent IV lui accorda les revenus de 35 monastères en Italie.

## Descendance
Avec André II de Hongrie (c. 1177 – 21 septembre 1235) :
- Étienne le Posthume (1236 – 10 avril 1271), père du roi André III de Hongrie.

## Sources
- Soltész, István: Árpád-házi királynék (Gabo, 1999).
- Kristó, Gyula - Makk, Ferenc: Az Árpád-ház uralkodói (IPC Könyvek, 1996).